# Jamasita Tomohisza
Jamasita Tomohisza (山下智久; Hepburn: Tomohisa Yamashita; Japán, Csiba, Funabasi, 1985. április 9. –) YamaPi-ként ['JamaPí'] is ismert japán színész, énekes, dalszövegíró, idol. A Johnny's Entertainment elnevezésű tehetségkutató ügynökség 2003-ban megalakult népszerű J-pop együttesének, a NEWS-nak a tagja, vezetője volt 2011-ig. Emellett szerepet vállalt a B.I.G, 4TOPS, No Border, Kitty GYM, Shuuji to Akira ['Súdzsi to Akira'] formációk munkájában. A 2006-os évben került először előtérbe szóló énekesként, de az év végén hivatalosan is visszatért a NEWS-ba, majd 2011-ben végleg elhagyta az együttest, hogy szólókarrierjére koncentrálhasson.Továbbá 2008-ban szerezte meg a diplomáját a Meidzsi Egyetemen üzleti menedzsment szakon.

## Pályafutása
12 évesen került a Johnny's Entertainmenthez, ahová példaképe, Takizava Hideaki ( a Tackey & Tsubasa duó egyik tagja) hatására jelentkezett. Ezután lett a beceneve YamaPi (a Jamasita és az angol pink szó összevonásából), amelyet Takizava adott neki. Nem sokkal a Johnny's-hoz való csatlakozása után már különböző sorozatokban, úgy nevezett dorama-kban szerepelt. (Emellett természetesen beindult a zenei karrierje is). 2000-ben, 15 éves korában az Ikebukuro West Gate Park című doramában való játékáért bezsebelte a 'Legjobb Újonc Színésznek' járó díjat. Ugyanebben az évben az Éves Junior Díjátadó ünnepségen megkapta a 'Legjobb Barát'-nak és a 'Legszebb'-nek járó díjat is.
Takizava 2002-ben debütált Imai Cubaszával a Tackey & Tsubasa nevű együttesben, ezzel egy időben leköszönt mint a Juniorok vezetője. Körülbelül ugyanekkor alakította meg Jamasita Tomohisza, Ikuta Toma, Haszegava Dzsun és Kazama Sunszuke a 4TOPS nevű formációt. Ezután Jamasitát érte az a megtiszteltetés, hogy a Juniorok új vezetője lehetett.

### A kezdet
2003 szeptemberében, nyolc másik Johnny's-os fiúval együtt Jamasita is a NEWS együttes tagja lett és a menedzsment őt választotta az együttes vezetőjének. A NEWS megalakulása sokként érte nem csak a 4TOPS rajongókat, de magukat a NEWS tagjait is. Későbbiekben kiderült, hogy akkoriban az együttes tagjai nem igazán barátkoztak egymással, hiszen azt hitték, hogy ez csak egy ideiglenes együttes, amelynek a japán női röplabdacsapat támogatása volt a feladata. Jamasita is bevallotta, hogy Nisikadó Rjón kívül, akivel már régebb óta ismerték egymást, senki mással nem beszélt. A japán Röplabda Világbajnoksághoz készült promóciós kislemezük - ami egyben a debütáló kislemezük is volt - a NEWS Nippon volt, aminek kiadása után a legfiatalabb tag, Moriucsi Takahiro elhagyta nemcsak az együttest, hanem az ügynökséget is.

### Karrierje a debütálás után
2005 októberében Jamasita és Kamenasi Kazuja (a KAT-TUN nevű, szintén Johnny's-os zenekar tagja) megalakította a Súdzsi to Akira nevű formációt, a Nobuta wo Produce című közös doramájuk népszerűsítéséhez. A duó nevét a sorozatban az általuk megformált karakterek adták: Kiritani Súdzsi - Kamenasi Kazuja és Kuszano Akira - Jamasita Tomohisza. Kiadtak egy lemezt is, amely a Seishun Amigo címet viselte és egy hónapon belül körülbelül 1 millió példányt adtak el belőle. Az Oricon 2005-ös, éves listája alapján ez az album bizonyult a legnépszerűbbnek a szigetországban, az értékesítési mutatók alapján. Ekkoriban a NEWS minden tevékenysége szünetelt, mert gyors egymásutánban két tagot is kirúgtak a bandából. Mindkét esetben alkoholfogyasztás miatt (mind a két fiú, Ucsi Hiroki és Kuszano Hironori is fiatalkorú volt még).
2006 tavaszán Jamasita megkapta a Kuroszagi című dorama főszerepét, amely egy népszerű manga történetén alapult. A főszerepben ismét az U-20 idol Horikita Makival játszott együtt, akivel ezelőtt a Nobuta wo Produce-ban is szerepelt. E dráma kapcsán készült el az első szóló kislemeze, a „Daite Señorita” című korong, amely első helyezett lett az Oricon listáján (több, mint 600.000 példányban kelt el) és ugyanebben az évben a KAT-TUN-t és a Tackey & Tsubasa-t megelőzve megkapta az 'Év Előadója' díjat. Sikerének köszönhetően különböző pletykák és találgatások keltek szárnyra arról, hogy Jamasita szólóban folytatja tovább és végérvényesen szakít a NEWS-zal. Később azonban ezek a híresztelések kacsának bizonyultak.
2006 júniusában Jamasita is tagja lett a nem hivatalos, Johnny's tagokból álló 'No Border' nevű együttesnek. A formáció tagjai voltak még Macumoto Dzsun az Arashi együttesből, Murakami Singo a Kanjani8 zenekarból, Szató Acuhiro a Hikaru Genji-ből, a Johnny's Juniors-os Ikuta Toma, Domoto Kóicsi a Kinki Kids duoóból, a TOKIO-s Jamagucsi Tacuja, valamint végül, de nem utolsósorban a Tackey & Tsubasa Takizava Hideakija. A csapat egy vacsora alkalmával alakult meg, célja, hogy erősítse az egymással való kapcsolatukat (hiszen különböző korosztályok és más együttesek tagjai) és persze a szórakozás, szórakoztatás. A banda különlegessége, hogy minden tagnak van egy saját színe – fehér, fekete, piros, rózsaszín, lila, arany, kék és szürke. Azt azonban, hogy melyik szín kihez tartozik, nem tudni.
2006 végén Jamasita és egy thai testvérpár (Mike & Golf) összeállt Kitajama Hiromicuval (Kis-my-ft2), Inó Kei-jel (ekkor J.J. Express, később Hey! Say! JUMP), Tocuka Sótával (A.B.C.-z), és Jaotome Hikaruval (ekkor Ya-Ya-Yah, később Hey! Say! JUMP), és megalakították a Kitty GYM nevű csapatot. Ez is, ismerős módon egy átmeneti felállás volt, ami a japán női röplabda csapat biztatására jött létre. Slágerük a 'Fever to Future' című dal lett. Az együttes nevében a GYM valójában Golf, Yamashita és Mike nevének első betűjéből származik.
2006. december 31-én Jamasita hivatalosan is visszatért a NEWS-ba, nem sokkal ezután adták ki hetedik kislemezüket, amely a Hoshi wo Mezashite címet kapta.
2007 elején megkapta a Byakkotai című két részes történelmi minidráma főszerepét. A filmben együtt játszott a KAT-TUN-os Tanaka Kokival és a Kis-my-ft2-es Fudzsigaja Taiszukével. A történet Szakai Minedzsi és a többi ifjú byakkotai-os szamuráj sorsát meséli el.
2008. március 8-án mutatták be a Kuroszagi című mozifilmet, ami a várakozásoknak megfelelően nagy siker lett. A körülbelül 2 millió USA dolláros költségvetésű film, mintegy 15,5 millió USA dollárnyi nyereséget hozott az alkotóknak. Ekkora siker után nem is meglepő, hogy Jamasita azóta is egyre több mozis felkérést kap.
2008 augusztusában kapta meg a kissé tartózkodó és megfontolt orvos, Aizava Kószuke szerepét a Code Blue című doramában, ahol többek között olyan népszerű színésznőkkel játszott együtt, mint Toda Erika, Rjó vagy Aragaki Jui. A dorama kétórás különkiadását 2009. január 10-én sugározták Japánban.
2009. július 13-án startolt a Buzzer Beat ~ Gakeppuchi no Hero című sorozata a Fuji TV-n , ahol a jóképű, kedves és tehetséges kosarast, Kamija Naokit alakítja, aki azonban a szorult helyzetekben döntésképtelennek bizonyul.
2009 novemberében, három és fél évvel a 'Daite Señorita' után megjelent Tomohisza második szóló kislemeze 'Loveless' címmel. Érdekesség, hogy a címadó dalhoz a videóklipet New Yorkban forgatták. Még ugyanebben az évben, nem sokkal a "Loveless" megjelenése után sor került Tomohisza első önálló szóló koncertsorozatára, mely a 'Short but Sweet' fantázianevet kapta. A koncertek során több híres barátja is fellépett, többek között duettet énekelt Akanisi Dzsinnel (a KAT-TUN együttes egykori tagja) - "Eternal" címmel - és Ikuta Tomával is.
2010. január 11-én indult a nagy sikerű 'Code Blue' sorozat 2. évadja a Fuji TV-n, melyben a főszereplője ezúttal is a Tomohisza által alakított Dr. Aizava volt. A sorozat szép sikereket ért el, a hétfő késő esti műsorsáv ellenére magas nézettségi adatokat produkált.
2010 júliusában kiadták Tomohisza 3. szóló kislemezét, a 'One in a Million'-t.
Nem sokkal a Code Blue második évadjának forgatása után Tomohisza újabb mozis felkérést kapott. Ezúttal a Tecuja Csiba manga-ját feldolgozó 'Ashita no Joe' c. mozifilmben alakította a főszereplő bokszolót. A film 2011 februárjában került a mozikba.
2011 januárjában megjelent a negyedik önálló kislemeze "Hadakanbou" címmel. Ezután újabb turnéra indult, hogy népszerűsítse a január 26-án megjelent első (ráadásul rögtön két korongos) teljes szólóalbumát. Az azonos címmel induló "Supergood, Superbad" turné 2011. január 29-én dobbantott Hongkongból és olyan nagy ázsiai városokat járt meg, mint Taipei, Szöul és Bangkok, hogy aztán hazai terepen is megtöltse a stadionokat többek között Tokióban, Oszakában és Hokkaidóban. Sajnos a Japánt március 11-én megrázó földrengés és az azt követő szökőár miatt a hokkaidói és tajpeji előadásokat el kellett halasztani.
2011. október 7-én hivatalosan bejelentésre került, hogy Jamasita Tomohisza és Nisikido Rjó elhagyja a NEWS nevű együttest. A hír megrázta a rajongókat, hiszen Jamasita egy évvel korábbi nyilatkozatában még arról beszélt, hogy kitart a banda mellett. Később az online naplójában úgy magyarázta, hogy hosszú hónapok tépelődése után azért kellett meghoznia ezt a döntést, mert úgy érzi, szeretné kipróbálni magát szólóban és nem tudja a legjobbat nyújtani, ha a háta mögött mindig ott az a biztos mentsvár, amit a NEWS jelentett. A távozó Jamasita és az együttesben maradt fiúk is biztosították arról a rajongókat, hogy nem váltak el haragban, továbbá Jamasita több fórumon is kifejezte, hogy nagyon hálás egykori együttestársainak, amiért ilyen megértőek.
Egy hónapra rá, 2011 novemberében bejelentették, hogy Jamasita megkapta a 2012 januárjában induló családi krimisorozat a "Saikou no jinsei no owarikata" főszerepét. A sorozatban öt testvér közül a második legidősebbet alakítja, aki apjuk halála miatt átvenni kényszerül a családi vállalkozást. A sorozatban együtt játszott a Hey Say Jump-os Csinen Júrival és az AKB48 nevű lányegyüttes üdvöskéjével, Maeda Acukóval. Azonban 2012 januárja más miatt is emlékezetes volt Jamasita számára. Ekkor indult ugyanis a Route 66 című dokumentum sorozata, melyben egy vele egyidős kocsival szelte a legendás amerikai 66-os út poros kilométereit. Talán a kalandos utazás emlékére a következő kislemeze megmaradt a western témánál. Az "Ai Texas" című korong 2011 februárjában jött ki. Ezt követte a "Love Chase" július 4-én. A nóta a Toriko című anime záródala lett, amiben egy rész erejéig maga Jamasita is feltűnik rajzolt formában. A karakter szinkronhangját is ő adta. Azt nyilatkozta, a szinkronizálás eleinte nehezen ment, de aztán belerázódott. Az újabb nagylemez sem váratott magára sokat. Júniusban bejelentették, hogy az ERO című album július 25-én kerül a boltokba.

## Filmjei, szerepei
- Summer Nude (Fuji TV, 2013) - Mikuriya Asahi ('Mikurija Aszahi')
- Monsters (TBS, 2012) - Kosuke Saionji
- Route 66 ~Tatta hitori no Amerika~ (NTV, 2012) - önmaga
- Saikou no jinsei no owarikata (TBS, 2012) - Ihara Masato ('Ihara Maszato')
- Ashita no Joe - The Movie (2011) - Yabuki Jō ('Jabuki Dzsó')
- Code Blue 2 (Fuji TV, 2010) - Aizawa Kousaku ('Aizava Kószaku')
- Buzzer Beat (Fuji TV, 2009) - Kamiya Naoki ('Kamija Naoki')
- Code Blue SP (Fuji TV, 2009) - Aizawa Kousaku ('Aizava Kószaku')
- Code Blue  (Fuji TV, 2008) - Aizawa Kousaku ('Aizava Kószaku')
- Kurosagi - The Movie (2008) - Kurosaki ('Kuroszaki')
- Proposal Daisakusen SP (Fuji TV, 2008) - Iwase Ken ) ('Ivasze Ken')
- Proposal Daisakusen  (Fuji TV, 2007) - Iwase Ken ('Ivasze Ken')
- Byakkotai (TV Asahi, 2007) - Sakai Shintaro & Sakai Mineji ('Szakai Sintaro & Szakai Minedzsi')
- Kurosagi  Archiválva 2006. október 9-i dátummal a Wayback Machine-ben (TBS, 2006) - Kurosaki ('Kuroszaki')
- Nobuta wo Produce(NTV, 2005) - Kusano Akira ('Kuszano Akira')
- Dragon Zakura  (TBS, 2005) - Yajima Yusuke ('Jadzsima Juszke')
- Sore wa, totsuzen, arashi no you ni...  (TBS, 2004) - Fukazawa Takuma ('Fukazava Takuma')
- Budo no Ki (Grapevine) (2003) - Shindo Yosuke ('Sindo Joszke')
- Stand Up!! (TBS, 2003) - Iwasaki Kengo ('Ivaszaki Kengo')
- Lunch no Joou (Fuji TV, 2002) - Nabeshima Koshiro ('Nabesima Kosiro')
- Long Love Letter (Fuji TV, 2002) - Otomo Tadashi ('Otomo Tadasi')
- Shounen wa Tori ni Natta (TBS, 2001) - Nagashima Ken ('Nagasima Ken')
- Kabachitare (Fuji TV, 2001) - Tamura Yuta ('Tamura Juta')
- All Star Chushingura Matsuri (2000) - Asano Takumi ('Aszano Takumi')
- Shijo Saiaku no Date (2000, ep1) - Okamura Yuki ('Okamura Juki')
- Ikebukuro West Gate Park (TBS, 2000) - Mizuno Shun ('Mizuno Sun')
- Kiken na Kankei (Fuji TV, 1999, ep 10-11) - Miyabe Satoshi ('Mijabe Szatosi')
- Kowai Nichiyobi (NTV, 1999, ep 13)
- P.P.O.I. (NTV, 1999) - Amano Taira ('Amano Taira')
- Nekketsu Renaido (NTV, 1999, ep 7)
- Shounentachi (NHK, 1998) - Kakuda Shinya ('Kakuda Sinya')
- Shinrei Surfer no Shi (1996)

## Fordítás
- Ez a szócikk részben vagy egészben  a   Tomohisa_Yamashita című angol Wikipédia-szócikk fordításán alapul.  Az eredeti cikk szerkesztőit annak laptörténete sorolja fel. Ez a jelzés csupán a megfogalmazás eredetét és a szerzői jogokat jelzi, nem szolgál a cikkben szereplő információk forrásmegjelöléseként.